# کلیمان دوکول
کلیمان دوکول (فرانسوی: Clément Ducol‎؛ زادهٔ ۲۳ نوامبر ۱۹۸۱) نوازنده، موسیقی‌دان، آهنگساز و تنظیم‌کننده اهل فرانسه است.
وی تاکنون برندهٔ جوایزی چون جایزه لومیر، جایزه موسیقی متن در جشنواره فیلم کن ۲۰۲۴ و جایزه اسکار بهترین ترانه برای امیلیا پرز شده است.